# ما هو الشعر؟
ما هو الشعر؟، أحد الكتب النثرية من مؤلفات الشاعر العربي السوري نزار قباني، صدر في عام 1981، عن منشورات نزار قباني في بيروت، لبنان.